# Frank Carlucci
Frank Charles Carlucci III GCIH (n. 18 octombrie 1930, Scranton, Pennsylvania, SUA – d. 3 iunie 2018, McLean⁠(d), Fairfax, Virginia, SUA) a fost un politician și diplomat american. A ocupat funcția de secretar al apărării între 1987 și 1989 în cabinetul președintelui Ronald Reagan, fiind primul italoamerican care ocupă această funcție.
Carlucci a ocupat diverse funcții guvernamentale importante, fiind director al Office of Economic Opportunity⁠(d) în cadrul administrației Nixon⁠(d), direct adjunct al CIA⁠(d) în cadrul administrației Carter⁠(d), respectiv secretar adjunct al apărării și consilier pentru securitate națională⁠(d) în cadrul administrației Reagan⁠(d).

## Biografie
Carlucci s-a născut în Scranton, Pennsylvania, fiul lui Roxann (născută Bacon) și al lui Frank Charles Carlucci Jr., un broker. Tatăl său era de origine italiană și elvețiană. Bunicul său de loc din Santomenna, Italia.
După ce a absolvit Seminarul din Wyoming⁠(d) în 1948, Carlucci a urmat Universitatea Princeton, unde a fost coleg de cameră cu Donald Rumsfeld. Carlucci a absolvit Școala de afaceri publice și internaționale Princeton⁠(d) în 1952 cu o lucrare de 153 de pagini intitulată „Two American Businesses in Costa Rica”. Apoi a urmat Harvard Business School⁠(d) între 1954 și 1955.  A fost ofițer în marina Statelor Unite din 1952 până în 1954. A fost angajat la United States Foreign Service⁠(d) și a lucrat pentru Departamentul de Stat din 1956 până în 1969.

## Cariera
În 1961, Carlucci a devenit al doilea secretar la Ambasada SUA în Republica Democrată Congo⁠(d). În acea perioadă, Patrice Lumumba, primul prim-ministru al țării de după obținerea independenței, a fost ucis în ianuarie 1961 în timpul crizei congoleze.
Conform documentelor guvernamentale americane publicate ulterior, președintele american Dwight Eisenhower a ordonat CIA să-l elimine pe Lumumba. Stenograma reuniunii Consiliul de Siguranță Națională⁠(d) din august 1960 confirmă că Eisenhower i-a cerut directorului CIA, Allen Dulles, să-l „elimine” pe liderul congolez. Robert H. Johnson, însărcinat cu transcrierea conversațiilor, a depus mărturie în fața Senate Intelligence Committee⁠(d) în 1975. Cu toate acestea, anchetele ulterioare au indicat că Lumumba a fost executat la ordinul unui politician rival, Moïse Tshombe⁠(d), liderul statului Katanga, cu ajutorul belgienilor.
Potrivit diplomatului Robert B. Oakley⁠(d), Carlucci s-a împrietenit cu viitorul prim-ministru al Congoului, Cyrille Adoula⁠(d) în perioada 1959-1960, când acesta era membru al Parlamentului congolez. Conform secretarului de stat James Schlesinger, Adoula a început discuțiile cu președintele John F. Kennedy la Casa Albă cu întrebarea „Unde este Carlucci?”, iar reacția lui Kennedy a fost „Cine naiba este Carlucci?”. Președintele l-a trimis pe secretarul de stat Dean Rusk⁠(d) să-l găsească. De asemenea, Oakley menționează că acel moment a reprezentat „începutul ascensiunii meteorice a lui Carlucci!”.
Un film biografic⁠(d) fictiv din 2000 - intitulat Lumumba⁠(d) și regizat de Raoul Peck⁠(d) - l-a portretizat pe Carlucci ca fiind implicat în eliminarea lui Lumumba. Carlucci a negat cu vehemență acuzațiile și a deschis un proces pentru a împiedica utilizarea numelui său în film.

### Funcții în administrațiile prezidențiale
În 1969, când președintele Richard Nixon l-a convins pe membrul Camerei Reprezentanților Donald Rumsfeld să-și părăsească postul pentru a deveni directorul Office of Economic Opportunity (OEO), agenția fondată de Sargent Shriver⁠(d) cu scopul de a lupta împotriva programului War on Poverty⁠(d) introdus de Lyndon Johnson, Rumsfeld l-a transferat pe Carlucci la OEO din Departamentul de Stat pentru a conduce organizația Community Action Agency⁠(d). Acesta a fost subsecretar pentru Sănătate, Educație și Asistență socială când Caspar Weinberger ocupa funcția de secretar în cadrul administrației Nixon.
Ca urmare a inundațiilor catastrofale cauzate de uraganul Agnes⁠(d) în iunie 1972, Nixon l-a însărcinat pe Carlucci cu coordonarea trupelor federale în nord-estul statului Pennsylvania deoarece era de loc din regiune. La acea vreme, Agnes a provocat cele mai mari distrugeri din istoria Statelor Unite, iar Wyoming Valley⁠(d) a fost una dintre cele mai afectate zone. Rolul său în gestionarea situației a fost considerat pozitiv atât de către oficialii statali și locali, cât și de comunitate.
Carlucci a devenit ambasador în Portugalia⁠(d) și a ocupat funcția din 1974 până în 1977. Este considerat unul dintre învingătorii loviturii de stat din 25 noiembrie 1975⁠(d) din Portugalia. Carlucci American International School of Lisbon⁠(d), cea mai veche școală internațională⁠(d) din Peninsula Iberică, îi poartă numele.
Carlucci a fost director adjunct al CIA din 1978 până în 1981 sub directorul Stansfield Turner⁠(d).

## Post-politică

### Afaceri
Carlucci a fost președintele Grupului Carlyle⁠(d) din 1992 până în 2003, iar apoi președinte emerit până în 2005. A dezvoltat afaceri cu următoarele companii: Ashland Global⁠(d), General Dynamics, Westinghouse⁠(d), Neurogen, CB Commercial Real Estate, Nortel, BDM International⁠(d), Quaker Oats⁠(d) și Kaman Corporation⁠(d). A fost directorul firmei de securitate Wackenhut⁠(d) și cofondator al Frontier Group, o firmă de investiții de capital privat. Carlucci a fost membru al consiliului consultativ al G2 Satellite Solutions și președinte emerit al Nortel.

### Organizații
Carlucci a fost afiliat think-tank-ului conservator Project for the New American Century⁠(d) (PNAC). A fost președinte emerit al Consiliului de afaceri Statele Unite-Taiwan⁠(d), fiind președinte în perioada 1999-2002; succesorul său a fost William Cohen⁠(d). A fost membru al consiliului de administrație al RAND Corporation și copreședinte fondator al consiliului consultativ al Centrului RAND pentru Politici Publice din Orientul Mijlociu. De asemenea, a fost membru al consiliului de onoare al Drug Policy Alliance⁠(d), un grup care pledează pentru legalizarea drogurilor⁠(d).

## Viața personală și moartea
Carlucci a fost căsătorit cu Billie Jean Anthony din 1954 până în 1974. Aceștia au avut doi copii. Carlucci s-a căsătorit apoi cu Marcia McMillan Myers din 1976 până la moartea sa. Au avut împreună o fiică.
Bolnav de Parkinson, Carlucci a murit pe 3 iunie 2018 din cauza unor complicații în casa sa din McLean, Virginia⁠(d) la vârsta de 87 de ani.